# Reforma bohemia
La Reforma bohemia (también conocida como la Reforma checa o Reforma husita), anterior a la Reforma protestante del siglo xvi, fue un movimiento cristiano de finales del Medievo e inicios de la Edad Moderna en el reino y en la Corona de Bohemia (actualmente la República Checa), el cual clamaba por una reforma de la Iglesia católica. Duró más de 200 años, tuvo un significativo impacto en el desarrollo histórico de la Europa Central y está considerado uno de los principales movimientos religiosos, sociales, intelectuales y políticos del periodo moderno. La Reforma bohemia produjo la primera Iglesia nacional separada de la autoridad romana, los primeros movimientos religiosos apocalípticos de inicios de la Edad Moderna, así como la primera Iglesia protestante pacifista.

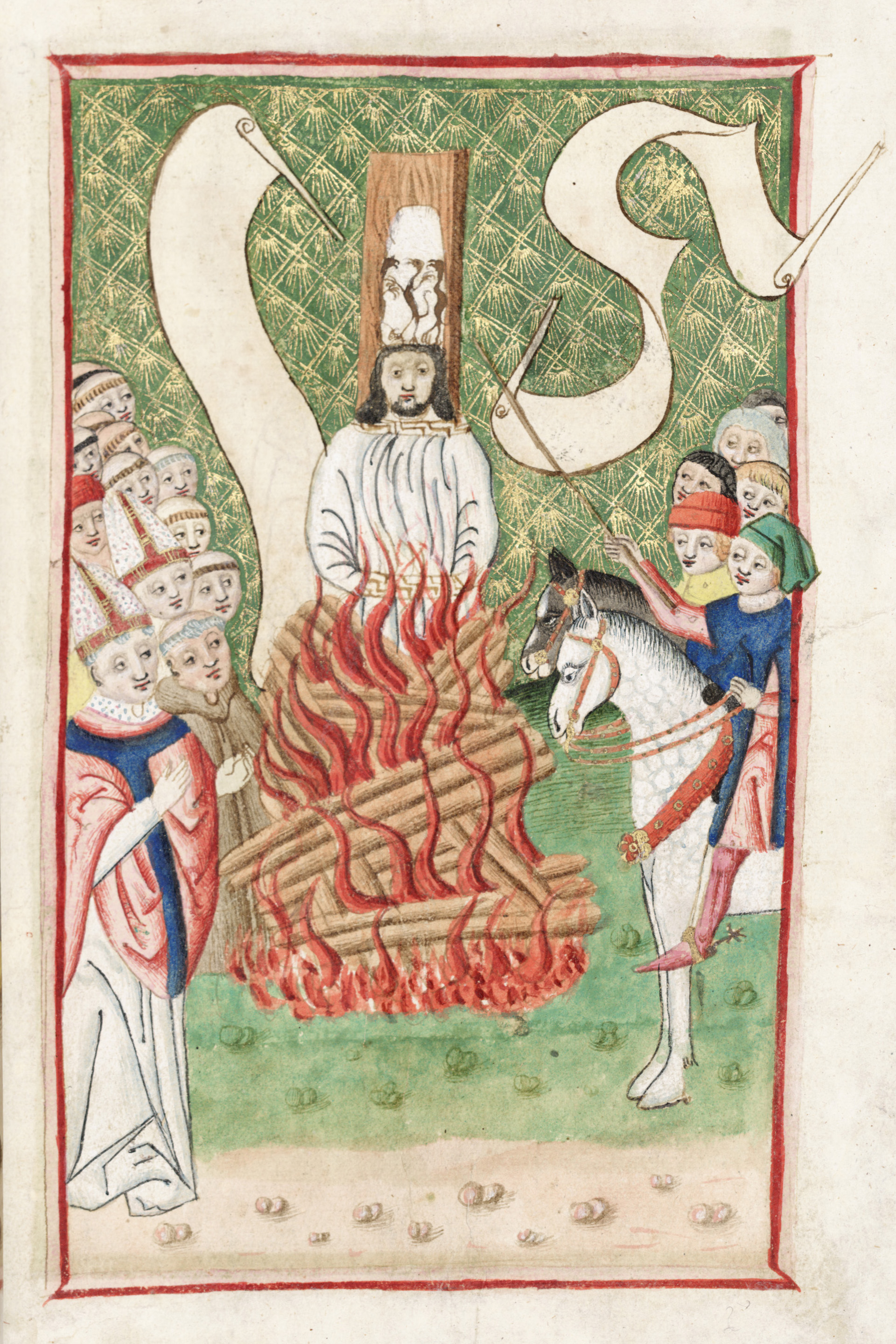
Jan Hus en la hoguera. Iluminación del Códice de Jena (c. 1500)

La Reforma bohemia no fue un movimiento internamente unificado ni permaneció inmutable. A pesar de ello, sus múltiples grupos compartieron algunas características como la comunión bajo las dos especies, el rechazo de la riqueza y el poder de la Iglesia, el énfasis en la predicación de la Biblia en lengua vernácula y la relación inmediata entre hombre y Dios. Esta Reforma incluía particularmente los esfuerzos para reformar la Iglesia antes de Jan Hus, el movimiento husita (incluyendo los taboritas y los orebitas), la Unidad de los hermanos y los utraquistas o calixtinos.
Junto con los valdenses y los lolardos —liderados por John Wycliffe—, la Reforma bohemia está considerada una precursora de la Reforma protestante. Estos movimientos en ocasiones son referidos como la «Primera Reforma» en la historiografía checa.  Pese a la influencia de las reformas luterana y calvinista, la Reforma bohemia no se disolvió en ellas, aunque algunos utraquistas checos mantuvieron estrechos vínculos con los luteranos. La Reforma bohemia tuvo su propio desarrollo hasta la supresión de la revuelta bohemia en 1620. El rey restaurado, el emperador Fernando II de Habsburgo, decidió forzar todos los habitantes de Bohemia y Moravia a convertirse al catolicismo de acuerdo al principio cuius regio, eius religio de la Paz de Augsburgo (1555). La Reforma bohemia acabó siendo difundida en el mundo protestante y gradualmente perdió sus rasgos distintivos.
La Patente de Tolerancia publicada en 1781 por José II del Sacro Imperio Romano Germánico no comportó una restauración de la Reforma bohemia. José II no respetó la tradición religiosa bohemia y únicamente los luteranos, calvinistas y ortodoxos orientales fueron legalizados en la Corona de Bohemia y en otras partes de su reino. A pesar de la extinción de la Reforma bohemia como movimiento cristiano distintivo, su tradición no desapareció. Muchas iglesias, y no solo en la República Checa, no han olvidado su legado e intentan continuarlo; por ejemplo, la Iglesia Morava (continuadora de la dispersa Unidad de los Hermanos «Unitas Fratum»), la Iglesia protestante de los hermanos checos (Českobratrská církev evangelická), la Iglesia husita checoslovaca (Československá církev husitská), la Iglesia de los hermanos (Církev bratrská), la Unión de los hermanos bautistas (Bratrská Jednota baptistů) y otras denominaciones.

## Historia

### Orígenes

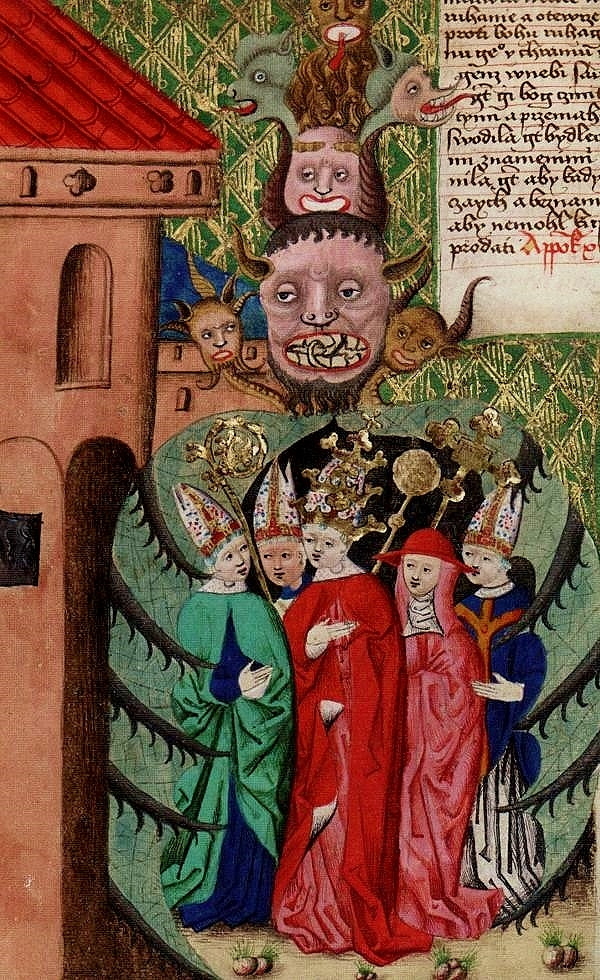
El papa con un cardenal y obispos como representantes de la Iglesia decadente, abrazados por la bestia apocalíptica. Iluminación del Códice de Jena (c. 1500)

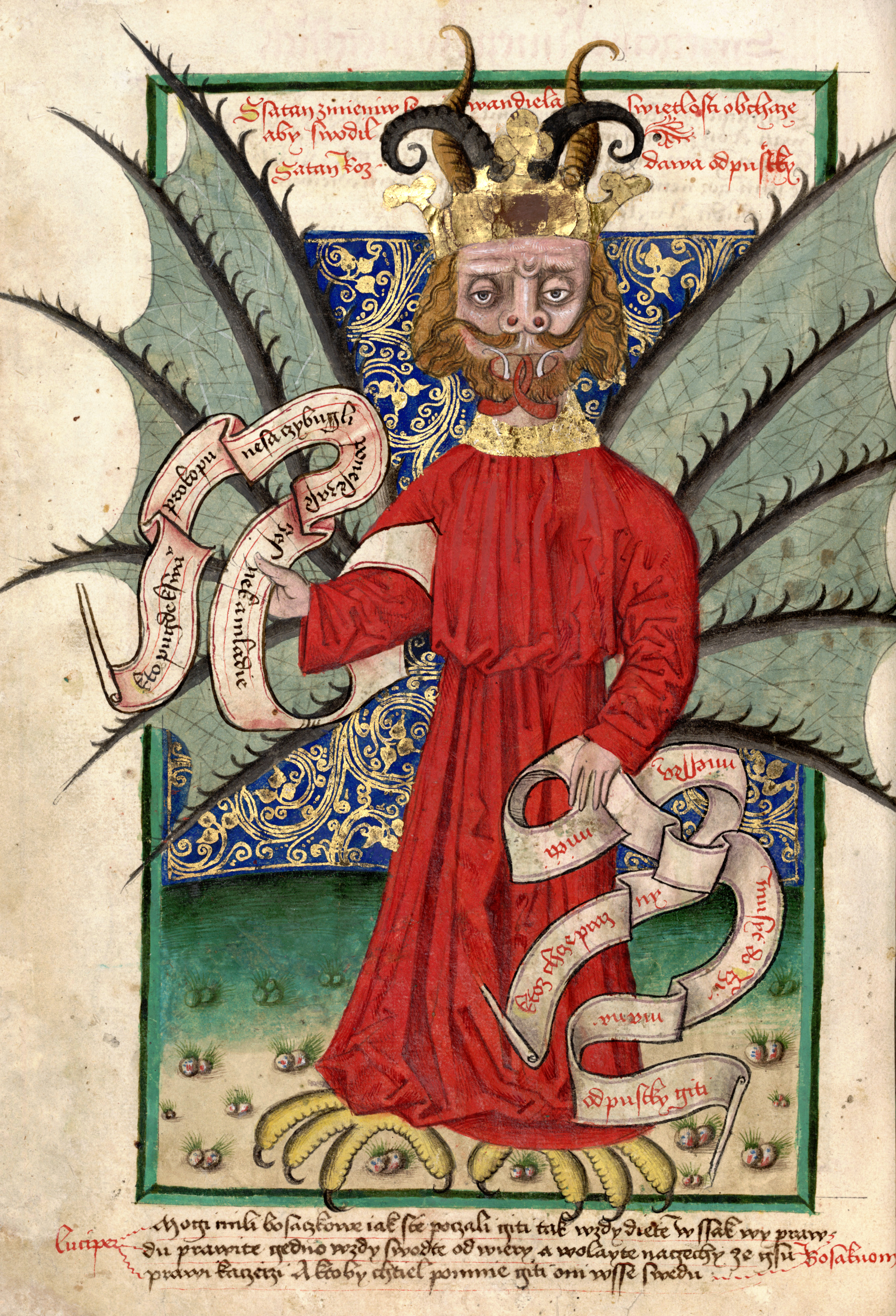
Satanás vendiendo indulgencias. Iluminación del Códice de Jena (c. 1500)

La Reforma bohemia empezó en Praga durante la segunda mitad del siglo xiv. En aquella época Praga no era solo la capital del rey de Bohemia, sino también del emperador y el rey de romanos). Era una de las mayores ciudades de Europa y, después de Aviñón, Roma y París, era la ciudad con mayor concentración de clérigos de la cristiandad occidental. Los inicios de la Reforma bohemia estaban muy relacionados con la crítica hacia el laxo estilo de vida de muchos clérigos. A finales de la década de 1370 e inicios de la de 1380, los teólogos de la Universidad de Praga reclamaban la reforma del presbiterado en el espíritu del emergente conciliarismo, para educar a los sacerdotes mal preparados, y la aceptación cada vez más frecuente de la Eucaristía en el espíritu de la devotio moderna. Los representantes más significativos del movimiento reformista universitario fueron Enrique de Bitterfeld (Heinrich von Bitterfeld) y Mateo de Cracovia.
Además de los teólogos universitarios había predicadores reformistas, como Conrad Waldhauser (fallecido en 1369), agustino de un monasterio en Waldhausen que predicó en la Ciudad Vieja de Praga en alemán y en latín, sobre todo contra la simonía y la baja moral. Otro influyente predicador fue Jan Milíč de Kroměříž, quien predicó en latín, checo y alemán, y ayudó a muchas prostitutas a empezar una nueva vida. Daba la Eucaristía a diario, lo cual era muy raro, ya que los laicos normalmente comulgaban una vez al año. Esta práctica de comunión habitual se hizo muy popular. Aunque fue un fenómeno único en Europa, se convirtió habitual en Bohemia hasta finales del siglo xiv. La cuestión eucarística se convirtió en algo crucial para la naciente Reforma bohemia, y en la década de 1410 la comunión en las dos formas y la comunión infantil fueron introducidas en la práctica litúrgica bohemia.
Asimismo, Mateo de Janov (fallecido en 1394), canónigo y confesor de la catedral de Praga que había estudiado en esta y en París, escribió Regulae Veteris et Novi Testamenti (Principios del Antiguo y el Nuevo Testamento), libro esencial del inicio de la Reforma bohemia. Según él, la Biblia era la única autoridad real en materia de fe, y solo los seguidores sinceros de Cristo eran auténticos cristianos. La traducción completa de la Biblia al checo a mediados del siglo xiv también contribuyó al origen de esta Reforma. Tras el francés y el italiano, el checo se convirtió en el tercer idioma europeo a que se tradujo la Biblia completa.
La contribución y el carácter único de la Reforma en Bohemia se puede considerar en ese momento un respeto único por la conciencia de cada ser humano. Esta tolerancia sin precedentes se hizo cumplir, al menos en inicio, en las áreas específicas de la República Checa donde, después de un empate en las guerras husitas, ninguna de las partes fue lo suficientemente fuerte como para vencer al oponente por completo. Ambas se vieron obligadas a encontrar una forma de coexistencia mutua en interés de su propia supervivencia, manteniendo la paz y la seguridad. Esta necesidad resultó en un esfuerzo consciente para codificar la tolerancia mutua y el respeto por la conciencia de la otra parte, lo que condujo a la paz religiosa de Kutná Hora en 1485, acordada durante los últimos coletazos de los conflictos religiosos en Bohemia. Con los enfrentamientos entre el rey Vladislao II de Bohemia y su vecino y pretendiente al trono Matías I de Hungría, la revuelta de la ciudad de Praga amenazó con reiniciar el conflicto religioso latente desde las guerras husitas. Vladislao animó entonces a la nobleza a llegar a una solución pacífica.

### Jan Hus (c. 1370-1415)

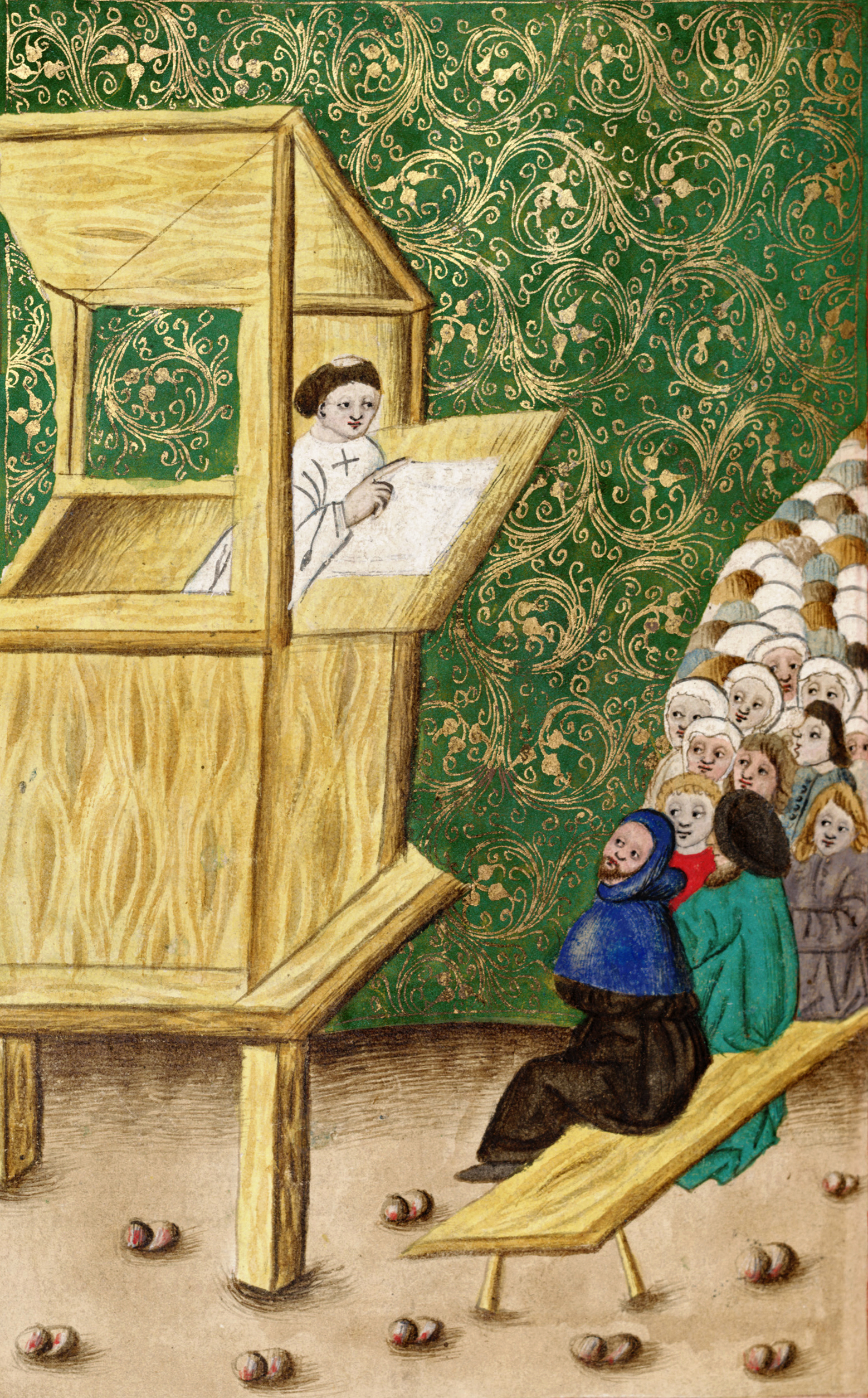
Jan Hus predicando. Iluminación del Códice de Jena (c. 1500)

El representante más conocido de la Reforma bohemia fue Jan Hus, un influyente profesor universitario y popular predicador en la capilla de Belén, situada en la Ciudad Vieja de Praga. La capilla fue fundada en 1391 de acuerdo al espíritu de la naciente Reforma. Estaba destinada para sermones en checo y podía admitir hasta tres mil personas. Jan Hus y sus amigos —como Jacob de Mies— eran escépticos ante la idea del conciliarismo, que reclamaba una reforma de la Iglesia desde arriba mediante los cardenales y teólogos. Para ellos, los cardenales y teólogos eran culpables de la misma corrupción que el propio papado. Hus creía que el jefe de la Iglesia era más bien Jesucristo que no el papa. En algunas cuestiones estaba inspirado por las ideas de John Wycliffe, teólogo y filósofo de Oxford; por ejemplo, en su cooperación con el poder secular que los apoyaba. Junto con Wycliffe, pensaban que la aristocracia podía ayudar a la Iglesia a ser pobre y centrarse únicamente en cuestiones espirituales confiscando sus propiedades. En 1412 Hus criticó la venta de indulgencias que dieron lugar a una inestabilidad en Praga, suprimida por el ayuntamiento. Cuando Hus, como resultado de un interdicto, abandonó Praga, se dio cuenta de que había un abismo entre la educación universitaria y la especulación teológica, por un lado, y la vida de los curas de pueblo sin educación y los laicos, por otro. Así, empezó a escribir textos en checo, como las bases de la fe cristiana o sermones, dirigidos principalmente a los sacerdotes que prácticamente no sabían latín.

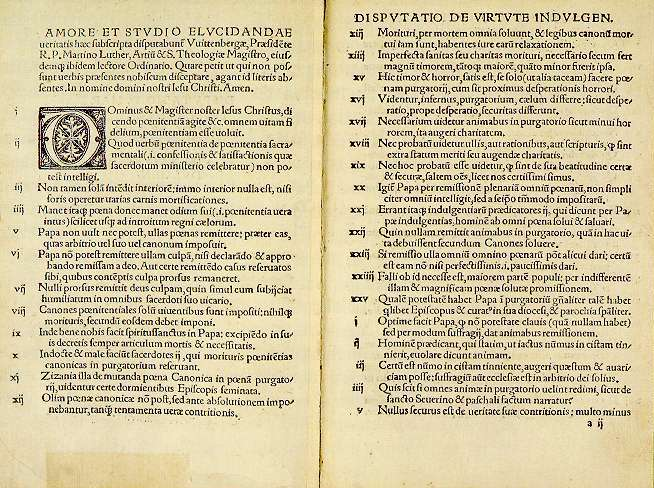
Disputatio pro declaratione virtutis indulgentiarum, más conocida como las noventa y cinco tesis de Martín Lutero (1517), publicadas en Wittenberg por Melchior Lotter en 1522

Antes de abandonar Praga, Hus decidió dar un paso que confería una nueva dimensión a sus esfuerzos: ya no pondría más su confianza en un rey indeciso, un papa hostil o un concilio inefectivo. El 18 de octubre de 1412 apeló a Jesucristo como juez supremo. Al apelar directamente a la máxima autoridad cristiana, el mismo Cristo, dejaba de lado las leyes y estructuras de la Iglesia medieval. Para la Reforma bohemia este paso fue tan significativo como las noventa y cinco tesis de Martín Lutero, clavadas en la puerta de la iglesia del Palacio de Wittenberg en 1517.
La ejecución de Hus en el Concilio de Constanza en 1415 comportó la radicalización de sus seguidores. En 1414 Jacob de Mies había dado por primera vez la sagrada comunión bajo las dos formas a los laicos (práctica prohibida por el IV Concilio de Letrán de 1215) con la aprobación de Hus, quien ya vivía en Constanza. La comunión bajo las dos formas, representada por un cáliz, se convirtió en el símbolo principal de la Reforma bohemia, y ha perdurado hasta la actualidad entre los cristianos no católicos de la República Checa.

### Husitas

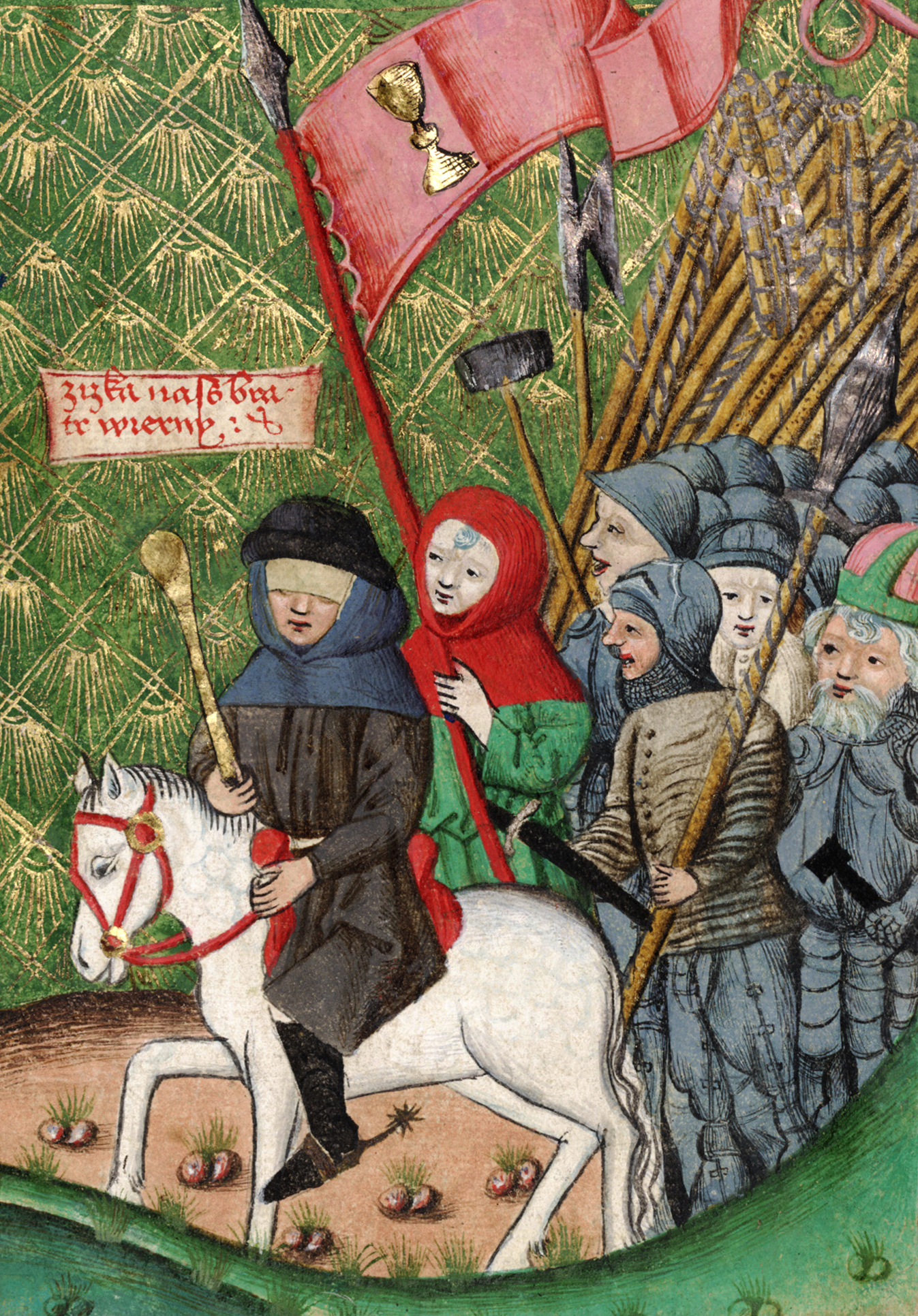
Jan Žižka al frente de las tropas de los taboritas. Iluminación del Códice de Jena (c. 1500)

Después de que Jan Hus fuera quemado en la hoguera, la Reforma bohemia empezó a oponerse contra el Concilio de Constanza y luego el papa. Pronto se convirtió en un movimiento religioso distintivo con sus propios símbolos (el cáliz), rituales (la comunión frecuente bajo las dos formas incluso para los niños) y mártires (Jerónimo de Praga o el propio Hus). En la década de 1420 se separó de la Iglesia católica en todas las formas, excepto en la negación de la sucesión apostólica y en crear una Iglesia independiente.
Debido a la situación política, los husitas no eran tan solo un grupo religioso, sino que también se convirtieron en una facción política y militar. El programa ideológico y político compartido por los husitas al empezar las guerras husitas estaba dentro de los Cuatro Artículos de Praga, que pueden resumirse así:
1. Libertad para predicar la Palabra de Dios.
2. Libertad para la comunión del cáliz —bajo ambas formas también para los laicos—.
3. Exclusión del clero de las grandes posesiones temporales o autoridad civil.
4. Represión estricta y castigo de los pecados mortales públicos, ya sea clérigo o laico.[19]

Tras la batalla de Lipany en mayo de 1434, en que los husitas moderados unidos a los católicos derrotaron a los taboritas o husitas radicales, se pudo alcanzar un compromiso con la Iglesia católica y el emperador y rey de Bohemia Segismundo de Luxemburgo. El acuerdo consiguió reconciliar a la mayoría de los reformistas bohemios y la Iglesia romana. El texto de la Compactata basado en los Cuatro Artículos fue aceptado tanto por los representantes políticos bohemios y moravos como por el Concilio de Florencia, pero el papa Martín V rechazó reconocerlo.

### Jan Žižka y los husitas de Tabor
El verano de 1419 decenas de miles de personas se encontraron para un oficio religioso masivo en una colina bautizada como «monte Tabor», donde se fundó la ciudad de Tabor. Los llamados taboritas o radicales practicaban una forma de economía comunal que sería de gran interés para los historiadores marxistas. Jan Žižka destacó pronto entre los líderes husitas, quienes por oposición al emperador Segismundo eligieron rey a Vladislao II de Polonia. Este no aceptó la corona por sentirse demasiado anciano, pero envió ayuda a los husitas. Segismundo consiguió ser aceptado como rey de Bohemia por el papa Martín V, quien proclamó el 14 de mayo de 1420 una cruzada contra los husitas. Posiblemente Jan Žižka conocía las tesis de Jan Hus y es probable que asistiese a alguno de sus sermones en la capilla de Belén de Praga.

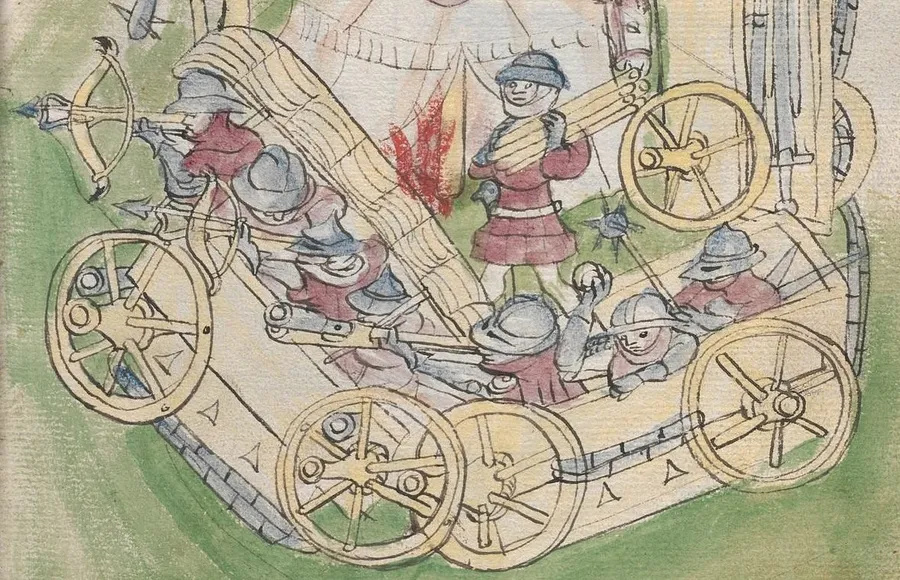
Representación contemporánea de los carros de guerra husitas. Miniatura del Códice 3062, folio 148r, de la Biblioteca Nacional de Austria

Žižka defendió en 1421 la ciudad de Kutná Hora, en la Bohemia Central, cuando el emperador Segismundo avanzó con un gran ejército contra los husitas. En la batalla de Kutná Hora las fuerzas husitas lograron resistir los ataques imperiales hasta que Žižka ordenó avanzar a sus «carros de guerra», que lograron romper el cerco. Las tropas taboritas siguieron hostigando a las imperiales hasta provocar la retirada del ejército del rey y emperador.
La tensión entre las tropas de Praga y Tabor fue creciendo. Alcanzaría su pico más alto con la fundación por parte de Zizka, en el invierno de 1422-1423, de «Tabor Menor», que serviría como base de los husitas del este de Bohemia. En julio de 1423 creó un ejército permanente conocido como la Orden Militar de Žižka, que los husitas moderados vieran como un peligro. Žižka murió de peste el 12 de octubre de 1424 en Přibyslav cuando se disponía a dirigir una campaña contra Moravia. Procopio el Grande fue elegido su sucesor.

### La Iglesia utraquista bohemia

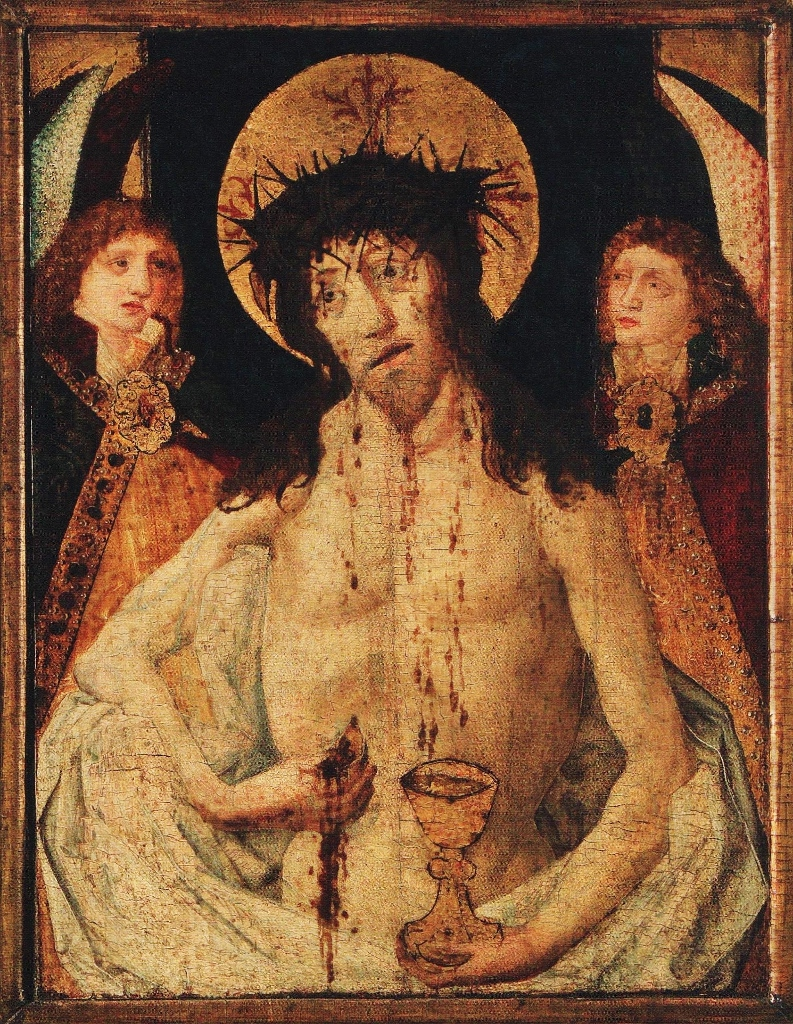
El Varón de dolores (c. 1470) de la iglesia de Nuestra Señora ante Týn (Praga), una pieza artística crucial de la Reforma bohemia. Cristo se toca la herida del lado izquierdo, de donde saca una hostia —su cuerpo— mientras su sangre cae en un cáliz. El cáliz, símbolo de los husitas, demuestra la práctica de recibir la comunión bajo las dos formas

La Iglesia utraquista fue un cuerpo eclesial autónomo surgido en Bohemia y Moravia, que se veía a sí mismo como parte de la única santa Iglesia católica, pero que permaneció en una comunión meramente formal con el papa romano. A lo largo de todo el siglo xv mantuvo la ambición de servir como una vanguardia de reforma para toda la cristiandad occidental. Durante mucho tiempo esta Iglesia, cismática desde el punto de vista romano, siguió siendo un fenómeno único en Europa. Hasta 1471 fue dirigida por el arzobispo electo de Praga, Jan Rokycana, quien nunca fue confirmado por la Santa Sede. Después de su muerte fue dirigida por el Consistorio utraquista encabezado por su administrador, con sede en el casco antiguo de Praga. Continuó reconociendo la sucesión apostólica en la Iglesia romana e insistió en la ordenación de su clero por obispos católicos «apropiados».
La Iglesia utraquista era principalmente de habla checa, aunque también incluía algunas comunidades parroquiales de habla alemana. Con el surgimiento de la Reforma protestante, la Iglesia utraquista consideró necesario definir su identidad en relación con Roma y también con las Iglesias reformadas. Durante el siglo xvi Bohemia y Moravia disfrutaron de una considerable tolerancia religiosa que no estaba limitada por el principio cuius regio, eius religio. La defensa de su propia identidad fue un gran problema de la Iglesia utraquista durante su existencia, aproximadamente hasta 1622. La unión de los utraquistas con los hermanos moravos y los luteranos en apoyo de la Confesión de Bohemia (1575) no pudo sino promover la separación con Roma. Debido a la Carta de Majestad, emitida en 1609 por el emperador Rodolfo II, surgió una organización ilusoria unificada de la Iglesia que complicó aún más el tema eclesiológico para los utraquistas, así como para los luteranos y en especial los hermanos moravos.
La principal expresión de su carácter confesional era una liturgia reformada que combinaba lenguas latinas y checas, y practicaba la comunión bajo los dos tipos para los laicos de todas las edades, incluidos los niños. Jan Hus fue considerado un santo y venerado como un mártir de la causa de la renovación de la Iglesia de Cristo. Sin embargo, todavía falta profundizar en el conocimiento histórico sobre la teología del utraquismo.

### La Unidad de los Hermanos

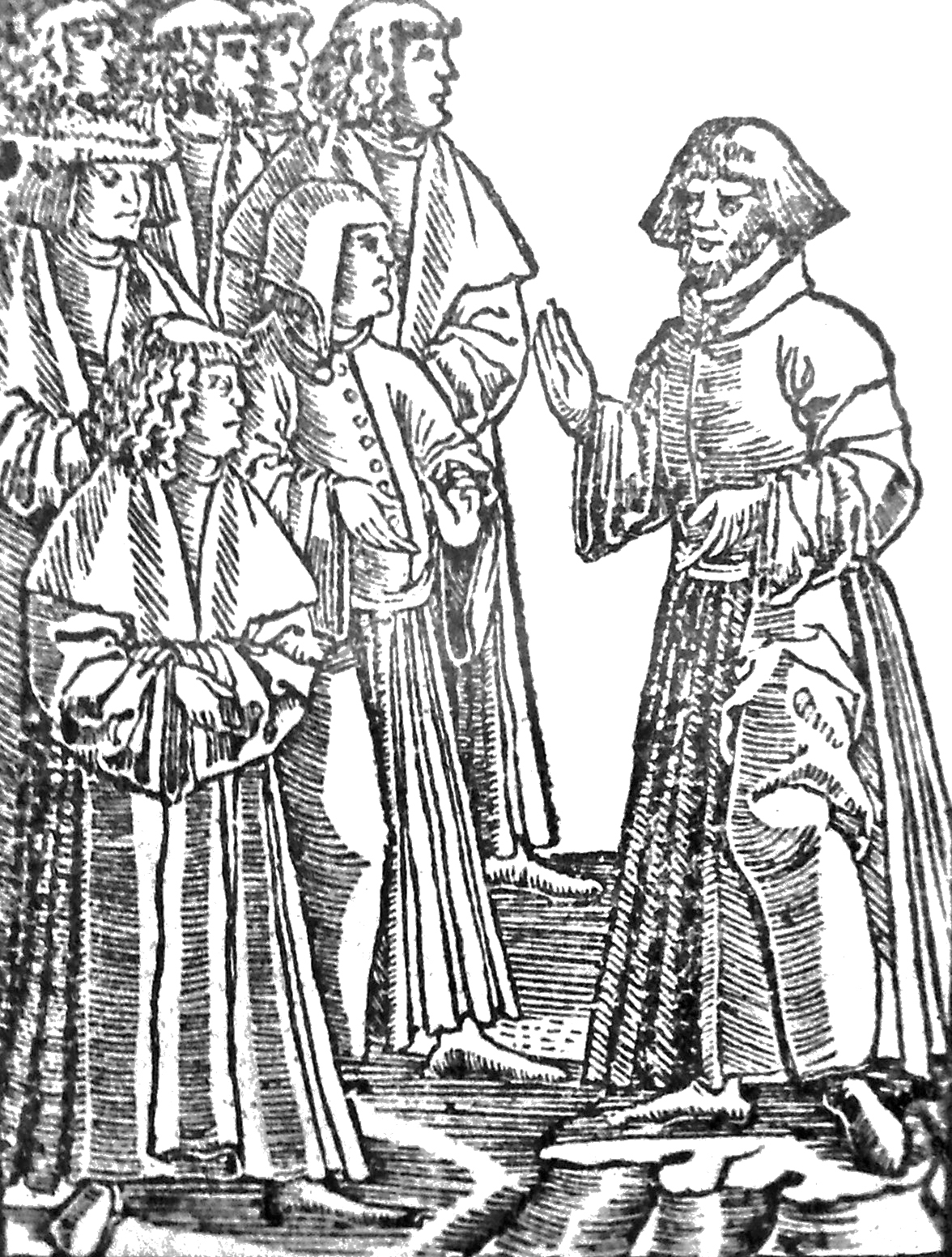
Petr Chelčický hablando con los maestros de la Universidad de Praga

La Unitas Fratrum o Unidad de los Hermanos (en checo: Jednota bratrská) fue fundada en 1457 por seguidores cristianos de Jan Hus quienes se sentían decepcionados por el desarrollo religioso en Bohemia, sobre todo por las guerras dirigidas en nombre de Dios. Fueron impactados fuertemente por la enseñanza de Petr Chelčický. En un comienzo la Unidad estaba en contacto con los valdenses. Los Hermanos de Bohemia eran conocidos por su biblicismo radical. Después de una cierta vacilación decidieron negar la sucesión apostólica y establecer una Iglesia distinta.
Considerados como herejes y perseguidos tanto por católicos como por utraquistas (husitas, calixtinos), se volvieron tolerantes con otras denominaciones cristianas. El acto más famoso contra la Unidad de los Hermanos fue el «mandato de San Jacobo» realizado por el rey Vladislao II de Bohemia y Hungría. En origen fue proclamado en la Santa Casa del Jubileo el 25 de julio de 1508, y el 10 de agosto el rey emitió el mandato. Ordenó el cierre de las iglesias de los hermanos bohemios, la quema de sus libros y la transferencia de maestros a los católicos. Los gobernantes de los Habsburgo a menudo renovaron su mandato. La última vez lo hizo en 1602 Rodolfo II, probablemente por la presión de la nobleza checa católica.
No creían ser la única Iglesia verdadera, incluso no querían que se les llamara como tal, pero usaban el término unidad para describir su denominación, porque creían que había una sola Iglesia de Cristo que era invisible. Los hermanos checos representaban una comunidad exclusiva. Tomaron su forma de vida como una elección personal y no negaron la salvación de aquellos que vivían fuera de la Unidad.
La Hermandad de Moravia ejecutó la primera traducción de la Biblia checa desde los idiomas originales. Este trabajo fue iniciado por el obispo Jan Blahoslav, quien tradujo el Nuevo Testamento del griego en 1564. La Biblia completa se publicó en seis volúmenes entre 1579 y 1593 con extensas anotaciones. Fue impresa en una casa fortificada de Moravia en Kralice nad Oslavou, por lo tanto se llama la Biblia de Kralice. Fue la primera Biblia checa en que los versos fueron contados.
Además de Jan Blahoslav, otros teólogos famosos de la Unidad fueron Lucas de Praga, Jan Augusta o Jan Amos Comenius. Durante el tiempo de la Contrarreforma en Bohemia y Moravia después de 1620, los líderes de la Unidad se vieron obligados a abandonar el país. Comenio trató de conducir a la Unidad en el exilio, pero después de su muerte entró en declive. En 1722 la Unidad de los Hermanos fue renovada en Sajonia por emigrantes de Moravia con el apoyo de un conde local, Nicolaus Ludwig von Zinzendorf. Desde ese momento la Unidad también ha sido conocida como la Iglesia de Moravia.

## Música
Una de las consecuencias de la Reforma bohemia, o su manifestación en el movimiento husita, fue el caos de la Iglesia en Bohemia y Moravia, a nivel mundial de como sobrevivir «romana» (en una parte) y en los «compactos» recién definidos checos (en ambos tipos), se produjo como resultado de las guerras husitas. Una gran parte de sus bienes e instalaciones durante siglos estuvieron luchado por la falta de sacerdotes. La iglesia no tenía los medios para mantener al personal, incluidos los clérigos profesionales. El fenómeno de las fraternidades literarias surgió así en el entorno checo, la Hermandad literaria se originó en la segunda mitad del siglo XV como en las iglesias de la ciudad que habían coros legos. Se organizó de acuerdo con el modelo de gremios Laudis(artesanos de la alabanza) y por lo general estaban obligados a cantar por la mañana en las misas los domingos, días de fiesta, y durante todo el Adviento.
La mayoría de las hermandades literarias eran utraquistas, pero también crearon varias hermandades católicas, varias luteranas y a principios del siglo XVII se documenta por la unidad fraternal literaria en Lipnik. Las hermandades literarias sobrevivieron hasta su prohibición mandada por José II del Sacro Imperio Romano Germánico, en 1784. Después de su muerte, la prohibición fue revocada, pero a pesar de numerosos intentos locales, no coordinados, para reactivar de nuevo las hermandades literarias con su significado original, ni siquiera se pudieron acerca al número establecido anteriormente. El número exacto de fraternidades es difícil de determinar, se estima que hubo alrededor de 100 hermandades en Bohemia y 55 en Moravia.
Aunque la mayoría de hermandades literarias eran portadores de la reforma checa polifónica, las iglesias de los Hermanos checos operaban únicamente con canciones monofónicas, debido a que la unidad del coro de hermanos se negaron, por su excesiva pompa y la incomprensibilidad del texto. Sin embargo, existen casos documentados de que en coros fraternales el canto polifónico, a pesar de la resistencia, más adelante fue tolerado.
Los utraquistas desarrollaron canciones checas en el siglo XV, incluso sin dejar el latín del todo. Los hermanos checos y luteranos reemplazaron las antífonas litúrgicas por canciones, a menudo propias, que ellos mismos había compuesto. Los llamados roratis «bohemios antiguos», una rica colección de canciones de Adviento Mehdi, son una característica específica de la Reforma bohemia, especialmente en el ambiente utraquista.

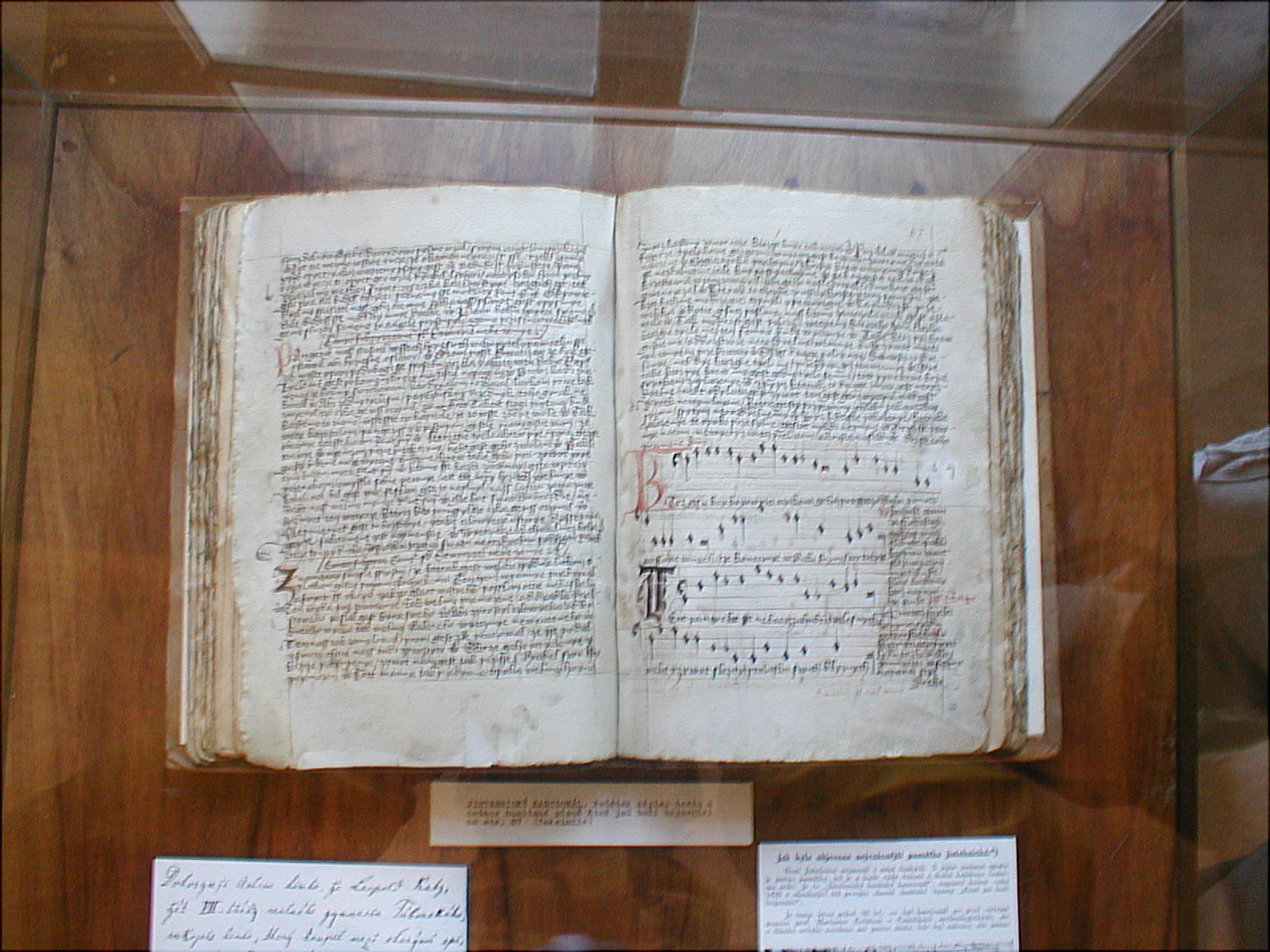
Jistebnický kancionál

La única gran fuente conservada de canto litúrgico en checo es Jistebnický kancionál, de alrededor de 1430, conservado en el Museo Nacional de Praga. Además de las canciones escritas en checo contiene cantos para la misa y oficios de culto y varios cantos polifónicos. Es probable que el manuscrito fuera hecho para las necesidades de la escuela en un lugar donde novedades litúrgicas no inspiraron la resistencia y que todavía funcionaban con servicio litúrgico institucionalizado. Aunque parece que a pesar de su himnario en lengua vernácula fue diseñado para el canto popular municipal. La principal ola de traducir canciones litúrgicas en checo se produjo en 1540 después de que las necesidades utraquistas se unieran con las hermandades literarias. Los himnarios utraquistas de segunda mitad del siglo XVI se encuentran ahora en su mayoría en una sola hermandad literaria en la República Checa fundada en el 2008 por Jiří Churáček, que tiene su sede en Netolice, Bohemia del Sur.
La Unidad de los Hermanos disfrutó exclusivamente de su lengua materna, es decir, checo o alemán —especialmente en el norte de Moravia—, durante sus reuniones y en sus composiciones de cantos.

## Lutero y la Reforma bohemia
La obra de Lutero pronto se vinculó con el caso de Jan Hus. Por primera vez en relación con Martín Lutero, el nombre de Hus salió durante la famosa disputa de Lutero en Leipzig, Alemania, con su oponente, Johann Eck, en 1519. «También los concilios pueden errar». Por primera vez, Lutero también se enfrentó públicamente contra la autoridad y la infalibilidad de los concilios eclesiásticos.
Lutero, como Hus, exigió que sus puntos de vista fueran refutados por evidencia con la Biblia. Ambos se negaron a obedecer la obediencia a las autoridades de la Iglesia. Lutero, sin embargo, en una audiencia pública en la dieta reunida en Worms en 1521, actuó con mucha más confianza que Hus en el Concilio de Constanza de 1415. A diferencia de Hus, que acabó defendiéndose ante el Consejo, Lutero incluso lo atacó. En octubre de 1520 Lutero envió su escrito En la Libertad de un Cristiano al papa, añadiendo la significativa frase: «Yo no me someto a leyes al interpretar la palabra de Dios».